# جيمس موريس (لاعب كرة قدم)
جيمس موريس (بالإنجليزية: James Morris)‏ هو لاعب كرة قدم بريطاني، ولد في 23 نوفمبر 2001.